# CD Guadalajara
Club Deportivo Guadalajara, S.A.D. – hiszpański klub piłkarski z siedzibą w Guadalajarze mieszczącej się w Kastylii-La Mancha. Założony w roku 1947, obecnie gra w Tercera División, a stadion klubu nosi imię Pedro Escartína - byłego piłkarza, sędziego i trenera.

## Historia
Guadalajara swój pierwszy mecz zagrała 30 stycznia 1947 roku w ligowym spotkaniu wygranym 2-1 przeciwko Realowi Ávila i ten też dzień jest brany za datę założenia klubu. W 1970 otworzono stadion noszący nazwę Estadio Pedro Escartín (ku czci Pedro Escartína).
18 lipca 1985 roku zaprezentowano hymn drużyny, tego samego dnia klub rozegrał swoje pierwsze spotkanie w Copa del Rey, grając przeciwko Rayo Vallecano. Swoje pierwsze 60 lat klub przebywał głównie w Tercera División, a także w regionalnych rozgrywkach.
Guadalajara po raz pierwszy awansowała do Segunda División B po sezonie 2006/2007 po wygranym 3-2 dwumeczu przeciwko UD Las Palmas Atlético. Po czterech sezonach na tym poziomie rozgrywkowym, klub awansował do Segunda División.

## Kadra
Stan na 3 sierpnia 2012
| Nr | Poz. | Piłkarz            |
| -- | ---- | ------------------ |
| 1  | BR   | Miguel Escalona    |
| 3  | OB   | Javi Barral        |
| 4  | OB   | Espín              |
| 5  | OB   | Mickaël Gaffoor    |
| 6  | PO   | Ion Erice          |
| 7  | NA   | Cristian Fernández |
| 8  | PO   | Vicente Pérez      |
| 9  | NA   | Juanjo             |
| 10 | PO   | Jony               |
| 11 | PO   | Álex García        |
| 12 | OB   | Kike Tortosa       |

| Nr | Poz. | Piłkarz        |
| -- | ---- | -------------- |
| 13 | BR   | Toño           |
| 14 | PO   | Néstor Susaeta |
| 16 | OB   | César Soriano  |
| 17 | NA   | Kepa           |
| 18 | NA   | Gorka Azkorra  |
| 19 | OB   | Álex Ortiz     |
| 20 | OB   | Aitor          |
| 22 | PO   | Gerard Badía   |
| 23 | PO   | Álvaro Antón   |
| 24 | PO   | Álvaro Zazo    |
| 25 | BR   | Brimah Razak   |

### Młodzieżowcy
| Nr | Poz. | Piłkarz            |
| -- | ---- | ------------------ |
| 26 | OB   | José Gandía        |
| 27 | PO   | Gonzalo            |
| 28 | BR   | Álvaro Baeza       |
| 29 | NA   | Diego              |
| 30 | PO   | Carlos Ballesteros |

## Sezon po sezonie
| Sezon   | Poziom | Liga           | Miejsce | Copa del Rey |
| ------- | ------ | -------------- | ------- | ------------ |
| 1947/48 | 4      | Regionalna     | 2       |              |
| 1948/49 | 4      | Regionalna     | 1       |              |
| 1949/50 | 3      | 3ª             | 8       |              |
| 1950/51 | 3      | 3ª             | 2       |              |
| 1951/52 | 3      | 3ª             | 12      |              |
| 1952/53 | 3      | 3ª             | 11      |              |
| 1953/54 | 3      | 3ª             | 14      |              |
| 1954/55 | 3      | 3ª             | 10      |              |
| 1955/56 | 3      | 3ª             | 6       |              |
| 1956/57 | 3      | 3ª             | 7       |              |
| 1957/58 | 3      | 3ª             | 9       |              |
| 1958/59 | 3      | 3ª             | 10      |              |
| 1959/60 | 3      | 3ª             | 13      |              |
| 1960/61 | 3      | 3ª             | 13      |              |
| 1961/62 | 3      | 3ª             | 14      |              |
| 1962/63 | 4      | Regionalna     | 3       |              |
| 1963/64 | 3      | 3ª             | 10      |              |
| 1964/65 | 3      | 3ª             | 8       |              |
| 1965/66 | —      | Nie startowała | —       |              |

| Sezon   | Poziom | Liga           | Pozycja | Copa del Rey |
| ------- | ------ | -------------- | ------- | ------------ |
| 1966/67 | —      | Nie startowała | —       |              |
| 1967/68 | 3      | 3ª             | 15      |              |
| 1968-69 | 4      | Regionalna     | 8       |              |
| 1969-70 | 4      | Regionalna     | 7       |              |
| 1970-71 | 4      | Regionalna     | 4       |              |
| 1971-72 | 4      | Regionalna     | 6       |              |
| 1972-73 | 4      | Regionalna     | 2       |              |
| 1973/74 | 3      | 3ª             | 8       |              |
| 1974/75 | 3      | 3ª             | 19      |              |
| 1975/76 | 4      | Regionalna     | 2       |              |
| 1976/77 | 3      | 3ª             | 18      |              |
| 1977/78 | 4      | 3ª             | 20      |              |
| 1978/79 | 5      | Regionalna     | 10      |              |
| 1979/80 | 5      | Regionalna     | 4       |              |
| 1980/81 | 4      | 3ª             | 16      |              |
| 1981/82 | 4      | 3ª             | 20      |              |
| 1982/83 | 5      | Regionalna     | 3       |              |
| 1983/84 | 4      | 3ª             | 12      |              |
| 1984/85 | 4      | 3ª             | 6       |              |

| Sezon   | Poziom | Liga | Pozycja | Copa del Rey |
| ------- | ------ | ---- | ------- | ------------ |
| 1985/86 | 4      | 3ª   | 12      |              |
| 1986/87 | 4      | 3ª   | 20      |              |
| 1987/88 | 4      | 3ª   | 14      |              |
| 1988/89 | 4      | 3ª   | 4       |              |
| 1989/90 | 4      | 3ª   | 6       |              |
| 1990/91 | 4      | 3ª   | 2       |              |
| 1991/92 | 4      | 3ª   | 6       |              |
| 1992/93 | 4      | 3ª   | 14      |              |
| 1993/94 | 4      | 3ª   | 11      |              |
| 1994/95 | 4      | 3ª   | 11      |              |
| 1995/96 | 4      | 3ª   | 9       |              |
| 1996/97 | 4      | 3ª   | 6       |              |
| 1997/98 | 4      | 3ª   | 4       |              |
| 1998/99 | 4      | 3ª   | 2       |              |
| 1999/00 | 4      | 3ª   | 9       |              |

| Sezon   | Poziom | Liga | Pozycja | Copa del Rey |
| ------- | ------ | ---- | ------- | ------------ |
| 2000/01 | 4      | 3ª   | 5       |              |
| 2001/02 | 4      | 3ª   | 11      |              |
| 2002/03 | 4      | 3ª   | 3       |              |
| 2003/04 | 4      | 3ª   | 5       |              |
| 2004/05 | 4      | 3ª   | 8       |              |
| 2005/06 | 4      | 3ª   | 2       |              |
| 2006/07 | 4      | 3ª   | 2       |              |
| 2007/08 | 3      | 2ªB  | 8       |              |
| 2008/09 | 3      | 2ªB  | 9       |              |
| 2009/10 | 3      | 2ªB  | 3       |              |
| 2010/11 | 3      | 2ªB  | 2       | Druga runda  |
| 2011/12 | 2      | 2ª   | 16      | Druga runda  |
| 2012/13 | 2      | 2ª   | —       | Druga runda  |

- 2 sezony w Segunda División
- 4 sezony w Segunda División B
- 46 sezonów w Tercera División
- 14 sezonów w Ligach Regionalnych